# روض
روض (بالفارسية: روض) هي قرية تقع في أذربيجان الغربية في إيران. يقدر عدد سكانها بـ 87 نسمة بحسب إحصاء 2016.